# Contea di Saint Charles
La contea di Saint Charles in inglese Saint Charles County è una contea dello Stato del Missouri, negli Stati Uniti. La popolazione al censimento del 2000 era di 283.883 abitanti. Il capoluogo di contea è Saint Charles

## Geografia fisica
La contea copre un'area totale di 1534 km². 1451 km² di terre e 83 km² di acque interne.

### Contee adiacenti
- Contea di Lincoln (Missouri) (nord-ovest)
- Contea di Calhoun (Illinois) (nord)
- Contea di Jersey (Illinois) (nord-est)
- Contea di Madison (Illinois) (est)
- Contea di St. Louis (Missouri) (sud-est)
- Contea di Franklin (Missouri) (sud)
- Contea di Warren (Missouri) (ovest)

### Maggiori strade
- Interstate 64
- Interstate 70
- U.S. Route 40
- U.S. Route 61
- U.S. Route 67
- Missouri Route 79
- Missouri Route 94
- Missouri Route 364
- Missouri Route 370

## Società

### Evoluzione demografica
Al censimento del 2000 contava 338.719 abitanti (77.060 famiglie) e 101.663 unità abitative (73 per km²). La componente etnica era per il 94,67% caucasici, 2,69% afroamericani, 1,47% ispanici, 0.85% nativi americani, 0.03% asiatici.
Il 32.60% della popolazione era sotto i 18 anni, il 8.80% sopra i 65 anni.
Il reddito pro capite si attesta sui 23.592 dollari. Il 4,00% della popolazione è sotto la soglia di povertà.

## Città e paesi

### Comuni
- Augusta - town
- Cottleville - city
- Dardenne Prairie - city
- Flint Hill - city
- Foristell - city
- Josephville - village
- Lake St. Louis - city
- New Melle - city
- O'Fallon - city
- Portage Des Sioux - city
- St. Charles - city
- St. Paul - city
- St. Peters - city
- Weldon Spring - city
- Weldon Spring Heights - town
- West Alton - city
- Wentzville - city

### Census-designated place
- Defiance - unincorporated community
- Harvester - unincorporated community
- Matson - unincorporated community
- Orchard Farm - unincorporated community